# Sort-en-Chalosse
Sort-en-Chalosse è un comune francese di 899 abitanti situato nel dipartimento delle Landes nella regione della Nuova Aquitania.

## Società

### Evoluzione demografica
Abitanti censiti